# Jay Prosch
Jay Prosch (Mobile, 21 agosto 1992) è un giocatore di football americano statunitense che gioca nel ruolo di fullback per gli Houston Texans della National Football League (NFL). Fu scelto nel corso del sesto giro (211º assoluto) del Draft NFL 2014. Al college giocò a football all'Università dell'Illinois (2010-2011) e alla Auburn University.

## Carriera professionistica

### Houston Texans
Prosh fu scelto nel corso del sesto giro del Draft 2014 dagli Houston Texans. Debuttò come professionista partendo come titolare nella gara della settimana 1 vinta contro i Washington Redskins. La sua stagione da rookie si chiuse disputando tutte le 16 partite, di cui 5 come titolare.

## Statistiche
| Partite totali      | 16 |
| Partite da titolare | 5  |